# Selenops cabagan
Selenops cabagan là một loài nhện trong họ Selenopidae.
Loài này thuộc chi Selenops. Selenops cabagan được G. G. Alayón miêu tả năm 2005.